# الحدود الإريترية السودانية
الحدود الإريترية السودانية هي حدود بطول 605 كيلومترات تفصل بين إريتريا والسودان.

## الصفات

### العموميات
تقع الحدود غرب إريتريا وجنوب شرق السودان، ويبلغ طولها 605 كم وهي ثاني أطول حدود برية لإريتريا (بعد حدودها مع إثيوبيا) والخامسة للسودان.

### تتبع
تبدأ الحدود من النقطة الثلاثية بين إريتريا وإثيوبيا والسودان، الواقعة على مجرى نهر تيكيزي (14° 15 ′ 35 ″ شمالًا، 36 ° 33 ′ 40 شرقًا) بالقرب من مدينة حميرة الإثيوبية. ثم تتجه شمالًا لنحو 100 كم قبل أن تتحول إلى الشمال الشرقي. تنتهي الحدود البرية فوق البحر الأحمر (17 ° 58 ′ 25 شمالًا، 38 ° 34 ′ 37 شرقًا). ثم تستمر الحدود البحرية بين البلدين على طول البحر الأحمر لأكثر من مائة كيلومتر، حتى تلتقي بالحدود البحرية للمملكة العربية السعودية.
إداريًا، تفصل الحدود بين المناطق الإريترية: أنسيبا، والقاش وبركة، ومنطقة شمال البحر الأحمر عن ولايتي كسلا والبحر الأحمر السودانيتان.

### المعابر
وللحدود أربع نقاط عبور رئيسية للطرق، من الشمال إلى الجنوب:
- كرورة
- سالا
- سبدرات
- اللفة سبدرات
- تسني

## التاريخ
تم تحديد الحدود لأول مرة بين عامي 1880 و 1890، أثناء الاستعمار الإيطالي لإريتريا، ثم تم فصلها عن مستعمرة السودان البريطانية. وفي عام 1936، تم دمج إريتريا في شرق أفريقيا الإيطالية. في عام 1941، وخلال حملة شرق إفريقيا، غزت القوات البريطانية المنطقة. في عام 1952، شكلت إريتريا وإثيوبيا اتحادًا فيدراليًا. ثم أصبحت الحدود بين إريتريا والسودان جزءً من الحدود الدولية بين إثيوبيا والسودان.
بعد الانتصار في الحرب ضد إثيوبيا التي بدأت في عام 1962 في عام 1991 أعلنت إريتريا نفسها دولة مستقلة في مايو 1993.

## المرفقات
- قائمة الحدود البرية الدولية حسب خطوط الطول

## روابط خارجية
- إريتريا والسودان: وضع المنطقة الحدودية بين البلدين، بما في ذلك الدوريات العسكرية والشرطية، وكذلك المعابر القانونية معلومات عن العوائق المادية التي تحول دون العبور، مثل الأسوار والمناجم؛ عدد الأشخاص الذين يعبرون الحدود بشكل قانوني وغير منتظم (2013- مايو 2014)، موقع مفوضية شؤون اللاجئين